# شارلا بوهم
شارلا بوهم (به انگلیسی: Sharla Boehm)، (زاده ۱۹۲۹ - درگذشته ۲۰۲۳)، یک دانشمند رایانه آمریکایی است که در دهه ۱۹۶۰ برای شرکت رند کورپوریشن کارهای پیشگامانه‌ای در زمینه راه‌گزینی بسته کوچک انجام داد.

## زندگی‌نامه
شارلا که در سال ۱۹۲۹ در سیاتل به دنیا آمد، سه سال بعد به سانتا مونیکا نقل مکان کرد. او پس از فارغ‌التحصیلی در رشته ریاضیات از دانشگاه کالیفرنیا، لس آنجلس به تدریس ریاضیات و علوم در مدارس سانتا مونیکا پرداخت. او در سال ۱۹۵۹ در رند شروع به کار کرد و در آنجا با همسرش بری بوهم آشنا شد.
در سال۱۹۶۴ همراه با همکارش پل باران، مقاله‌ای با عنوان "در مورد ارتباطات توزیع شده: کار مرتبط شبیه‌سازی دیجیتالی راه‌گزینی بسته کوچک در یک شبکه ارتباطات توزیع شده با پهنای باند" منتشر کرد.‌ همانطور که نام او برای اولین بار در مقاله اصلی ظاهر می‌شود، به نظر می‌رسد که او کسی بوده است که پشت برنامه شبیه‌سازی برنامه‌ریزی شده در فرترن بوده است، و نشان می‌دهد که سوئیچینگ بسته (یا " راه‌گزینی بسته کوچک " همانطور که نامیده می‌شود) واقعاً می‌تواند کار کند.
باران در کتاب رند و تکامل اطلاعات توضیح می‌دهد که بوهم چگونه شبیه‌سازی‌های مختلف را تحت شرایط مختلف انجام می‌دهد و نشان می‌دهد که پروتکل ترافیک را به‌طور موثر هدایت می‌کند. به‌ویژه، مشخص شد که اگر نیمی از شبکه از بین برود، بقیه دوباره سازماندهی می‌شوند و در کمتر از یک ثانیه دوباره مسیریابی را آغاز می‌کنند.‌
باری بوهم در مقاله‌ای در سال ۱۹۹۶ در مورد "یک تولیدکننده برنامه اولیه و سایر خاطرات" اشاره می‌کند که شارلا بوهم "شبیه‌سازی شبکه سوئیچ بسته اصلی را با پل باران توسعه داده بود"، پیشرفتی که باعث شد او در گروه کاری پیشگام آرپانت مشارکت کند.